# Halichoeres brownfieldi
Halichoeres brownfieldi (Whitley, 1945) è un pesce di acqua salata appartenente alla famiglia Labridae.

## Distribuzione e habitat
È una specie dall'areale ristretto, endemica dell'ovest dell'Australia, nell'oceano Indiano. È una specie costiera, che predilige le praterie di fanerogame marine, generalmente gli habitat molto ricchi di vegetazione acquatica e le barriere con fondali rocciosi. Nuota in zone poco profonde, fino a 30 m di profondità.

## Descrizione
Presenta un corpo allungato, con la testa dal profilo appuntito. La lunghezza massima registrata per questa specie è di 15 cm. 
La colorazione varia dal marrone-verdastro al verde chiaro con una fascia bianca poco sopra al ventre. Le pinne non sono ampie; la pinna dorsale e la pinna anale sono basse e lunghe; la pinna caudale non è biforcuta.

## Biologia

### Comportamento
Nuota in banchi composti da pochi esemplari.

### Alimentazione
La sua dieta è probabilmente simile a quella delle altre specie del genere Halichoeres, quindi composta principalmente da piccoli invertebrati marini.

### Riproduzione
È oviparo e la fecondazione è esterna; non ci sono cure verso le uova. Potrebbe essere ermafrodita.

## Conservazione
Questa specie è abbastanza comune ed è minacciata soltanto dal degrado delle praterie marine che interessa alcune parti del suo areale. Viene classificato come "a rischio minimo" (LC) dalla lista rossa IUCN.